# Хай-Пойнт (округ Палм-Бич, Флорида)
Хай-Пойнт (англ. High Point) — статистически обособленная местность, расположенная в округе Палм-Бич (штат Флорида, США) с населением в 2191 человек по статистическим данным переписи 2000 года.

## География
По данным Бюро переписи населения США статистически обособленная местность Хай-Пойнт имеет общую площадь в  квадратных километров, водных ресурсов в черте населённого пункта не имеется.

## Демография
| Год переписи        | Нас. |  | %±    |
| ------------------- | ---- |  | ----- |
| 1990                | 2288 |  | —     |
| 2000                | 2191 |  | −4,2% |
| 1990–2000 Источник: |      |  |       |

По данным переписи населения 2000 года в Хай-Пойнт проживало 2191 человек, 681 семья, насчитывалось 1298 домашних хозяйств и 1548 жилых домов. Средняя плотность населения составляла около  человек на один квадратный километр. Расовый состав населённого пункта распределился следующим образом: 91,92 % белых, 6,94 % — чёрных или афроамериканцев, 0,23 % — азиатов, 0,05 % — выходцев с тихоокеанских островов, 0,82 % — представителей смешанных рас, 0,05 % — других народностей. Испаноговорящие составили 1,92 % от всех жителей статистически обособленной местности.
Из 1298 домашних хозяйств в 2,5 % воспитывали детей в возрасте до 18 лет, 47,4 % представляли собой совместно проживающие супружеские пары, в 3,6 % семей женщины проживали без мужей, 47,5 % не имели семей. 43,9 % от общего числа семей на момент переписи жили самостоятельно, при этом 36,4 % составили одинокие пожилые люди в возрасте 65 лет и старше. Средний размер домашнего хозяйства составил 1,69 человек, а средний размер семьи — 2,21 человек.
Население по возрастному диапазону по данным переписи 2000 года распределилось следующим образом: 3,2 % — жители младше 18 лет, 2,1 % — между 18 и 24 годами, 7,3 % — от 25 до 44 лет, 12,3 % — от 45 до 64 лет и 75,1 % — в возрасте 65 лет и старше. Средний возраст жителей составил 75 лет. На каждые 100 женщин в Хай-Пойнт приходилось 76,4 мужчин, при этом на каждые сто женщин 18 лет и старше приходилось 76,9 мужчин также старше 18 лет.
Средний доход на одно домашнее хозяйство составил 30 530 долларов США, а средний доход на одну семью — 36 151 доллар. При этом мужчины имели средний доход в 21 750 долларов США в год против 32 031 доллар среднегодового дохода у женщин. Доход на душу населения составил 30 530 долларов в год. 3,9 % от всего числа семей в населённом пункте и 6,6 % от всей численности населения находилось на момент переписи населения за чертой бедности, при этом  из них были моложе 18 лет и 5,9 % — в возрасте 65 лет и старше.